# Chinedu Obasi
Chinedu "Edu" Obasi Ogbuke (Enugu, Nigéria, 1986. június 1.) nigériai labdarúgó.

## Pályafutása
Obasi több csapat ifiakadémiáját is megjárta, mielőtt 2005-ben John Obi Mikellel együtt a norvég Lynhez került. 2007. december 20-án megegyezett a Lokomotyiv Moszkvával, de az üzlet meghiúsult, miután az orosz csapat sportigazgatóját kirúgták. 2007. augusztus 27-én a Hoffenheimhez szerződött.

## Válogatott
Obasi részt vett a 2005-ös U20-as világbajnokságon, ahol Nigéria a döntőig jutott, de ott kikapott Argentínától. Nagyszerűen teljesített a 2010-es afrikai nemzetek kupáján és meghívót kapott a 2010-es világbajnokságra is.

## Statisztika

### Góljai a válogatottban
| #  | Dátum               | Helyszín                                       | Ellenfél  | Gól | Végeredmény | Esemény                         |
| -- | ------------------- | ---------------------------------------------- | --------- | --- | ----------- | ------------------------------- |
| 1. | 2008. augusztus 19. | Sanghaj Stadion, Sanghaj, Kína                 | Belgium   | 2–0 | 4–1         | 2008-as Olimpiai játékok        |
| 2. | 2008. augusztus 19. | Sanghaj Stadion, Sanghaj, Kína                 | Belgium   | 3–0 | 4–1         | 2008-as Olimpiai játékok        |
| 3. | 2010. január 12.    | Ombaka National Stadium, Benguela, Angola      | Egyiptom  | 1–0 | 1–3         | 2010-es afrikai nemzetek kupája |
| 4. | 2011. szeptember 6. | Bangabandhu National Stadium, Dakka, Banglades | Argentína | 1–2 | 1–3         | Barátságos mérkőzés             |

## Fordítás
Ez a szócikk részben vagy egészben  a   Chinedu Obasi című angol Wikipédia-szócikk fordításán alapul.  Az eredeti cikk szerkesztőit annak laptörténete sorolja fel. Ez a jelzés csupán a megfogalmazás eredetét és a szerzői jogokat jelzi, nem szolgál a cikkben szereplő információk forrásmegjelöléseként.